# Mário Travaglini
Mário Travaglini (ur. 30 kwietnia 1932 w São Paulo, zm. 20 lutego 2014 tamże) – piłkarz i trener brazylijski, występujący podczas kariery na pozycji środkowego obrońcy.

## Kariera klubowa
Karierę piłkarską Mário Travaglini rozpoczął w klubie Ypiranga São Paulo w 1953. W 1955 był zawodnikiem SE Palmeiras, a w latach 1956–1957 Nacionalu São Paulo. Ostatnim klubem w jego karierze było Ponte Preta Campinas, w którym grał w latach 1957–1962.

## Kariera trenerska
Zaraz po zakończeniu kariery piłkarskiej Mário Travaglini został trenerem. W latach 1963–1965 trenował młodzież w swoim byłym klubie - Palmeiras. W latach 1966–1971 prowadził pierwszy zespół Palmeiras. W Palmeiras 8 sierpnia 1971 w wygranym 1-0 meczu Portuguesą São Paulo Travaglini zadebiutował w I lidze brazylijskiej. Z Palmeiras zdobył Taça Brasil i Torneio Roberto Gomes Pedrosa 1967 oraz mistrzostwo stanu São Paulo – Campeonato Paulista w 1966.
W latach 1972–1975 był trenerem CR Vasco da Gama. Z Vasco da Gama zdobył mistrzostwo Brazylii 1974. W 1976 był trenerem Fluminense FC, z którym zdobył mistrzostwo stanu Rio de Janeiro – Campeonato Carioca. W 1978 był asystentem selekcjonera reprezentacji Brazylii Cláudio Coutinho na Mistrzostwach Świata, na których Brazylia zajęła trzecie miejsce. Rok później prowadził reprezentację olimpijską, z którą zdobył złoty medal Igrzysk Panamerykańskich.
W latach 1980–1981 trenował Portuguesę São Paulo, a 1981–1982 Corinthians Paulista, z którym zdobył mistrzostwo stanu São Paulo w 1982. W latach 1982–1983 prowadził São Paulo FC, a 1984–1985 ponownie SE Palmeiras. Karierę trenerską zakończył w 1987 w Vitórii Salvador.